# O Un-sok
O Un-sok (korejsky 오은석, anglický přepis: Oh Eun-seok; * 2. dubna 1983 Tegu, Jižní Korea) je bývalý jihokorejský sportovní šermíř, který se specializoval na šerm šavlí. Jižní Koreu reprezentoval od roku 2003 přes deset let. Na olympijských hrách startoval v roce 2004, 2008 v soutěži jednotlivců a v roce 2012 v soutěži družstev. V soutěži jednotlivců postoupil na olympijských hrách 2008 do osmifinále. V roce 2007 obsadil třetí místo na mistrovství světa v soutěži jednotlivců. S jihokorejským družstvem šavlistů vybojoval zlatou olympijskou medaili v roce 2012 a v roce 2014 vybojoval s družstvem druhé místo na mistrovství světa.